# Yvette Delsaut
Yvette Delsaut est une sociologue française. Elle a été maîtresse de conférences à l'École des hautes études en sciences sociales, rattachée au Centre de sociologie européenne à Paris. Elle fait partie du « premier cercle » du groupe de chercheurs et de chercheuses ayant évolué autour de Pierre Bourdieu. 

## Biographie
Yvette Delsaut est l'une des premières élèves de Pierre Bourdieu. Elle est étudiante en sociologie à Lille lorsqu'elle prend part à l'enquête sur laquelle repose Les Héritiers. En 1966, elle participe aux enquêtes sur les publics de musées qui ont conduit à la publication de L'Amour de l'art,,. En 1975, elle publie avec Pierre Bourdieu un article sur le champ de la mode, dans le premier numéro de la revue Actes de la recherche en sciences sociales. Cet article fait date, il est souvent cité dans le monde académique et parfois dans la presse, comme dans une chronique du Monde sur la mode en 2012.
Parmi ce groupe de chercheurs, elle est la première à travailler sociologiquement sur sa propre famille. Les éditions Raisons d'agir publient en 2020 Carnets de socio-analyse, un ouvrage rassemblant les travaux qu'elle a produit sur le sujet tout au long de sa carrière. Elle y explique que le premier article basé sur des données autobiographiques qu'elle a publié l'a « plongée dans un trouble profond et durable » et qu'il a fallu plusieurs années avant qu'elle puisse reprendre ce travail. Par un travail d'écriture ethnographique soigneux, elle évite « les stratégies condescendantes de mise en valeur de soi » et « les effets "narcissisants“ potentiels de l’activité de recherche ».

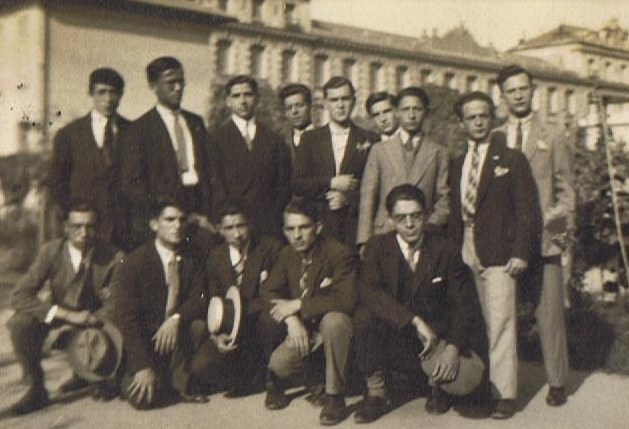
Promotion d'une École normale de garçons (ici à Nice, la classe 1926-1929).

Le travail d'analyse d'Yvette Delsaut est loué comme fin et rigoureux, un « pointillisme sociologique ». Pour chacune de ses enquêtes, elle articule plusieurs méthodes pour en faire un usage intensif. Ainsi, la publication d'un livre sur les écoles normales d'instituteurs s'appuie sur la compilation et l'analyse de textes lui permettant un recul historique, et sur l'ethnographie pour l'analyse des pratiques et des représentations des stagiaires,.
À partir de 1993, elle a été co-directrice de la collection « Le monde de la vie ordinaire » aux éditions Éditions L'Harmattan avec Smaïn Laacher.
En 2010, elle publie Reprises. Cinéma et sociologie. Elle y évoque le film de mai 1968 Reprise du travail aux usines Wonder. Ce livre discute des rapports de cette discipline et du cinéma documentaire envers les classes populaires. C'est une critique serrée de ces relations : elle reproche un surinvestissement de cet espace de la société comme une volonté de réaliser une « justice symbolique » en faveur des dominés. Cette « identification naïve » permettrait de justifier et d'oublier les bénéfices de reconnaissance symbolique que gagnent sociologues et documentaristes en enquêtant sur les classes populaires. Cependant, elle les distingue parce que pour elle, l'idéal de compréhension des sociologues produit une déontologie différente. Par exemple, l'anonymat systématique des personnes enquêtées veille à éviter tout préjudice moral que pourrait causer une publication. Le respect de ces normes professionnelles permet d'éviter, selon Yvette Delsaut, les visions hautaines ou sarcastiques de documentaires tels que Strip-tease.

## Ouvrages
- Yvette Delsaut, « Les opinions politiques dans le système des attitudes : les étudiants en lettres et la politique », Revue Française de Sociologie, no 11,‎ 1970, p. 45-64 (lire en ligne)
- Pierre Bourdieu et Yvette Delsaut, « Le couturier et sa griffe : contribution à une théorie de la magie », Actes de la recherche en sciences sociales, no 1,‎ 1975, p. 7-36 (lire en ligne)
- Yvette Delsaut, La place du maître. Une chronique des écoles normales, Paris, L'Harmattan, 1985, 175 p. (ISBN 2-7384-1198-3, présentation en ligne)
- Yvette Delsaut, « Sur Les Héritiers », dans Anne-Marie Sohn, Olivier Kourchid, Jean-Michel Chapoulie, Sociologues et sociologies. La France des années 60, Paris, L'Harmattan, 2005, 294 p. (ISBN 2-7475-9523-4, présentation en ligne)
- Yvette Delsaut, « Éphémère 68. À propos de Reprise, de Hervé Le Roux », Actes de la recherche en sciences sociales, no 158,‎ 2005, p. 62-95 (lire en ligne)
- Yvette Delsaut, « Lumière d'ambiance sur les années 1930. Un après-midi avec Henri Storck », Actes de la recherche en sciences sociales, nos 161-162,‎ 2006, p. 10-31 (DOI 10.3917/arss.161.0010, lire en ligne)
- Yvette Delsaut, Reprises. Cinéma et sociologie, Paris, Raisons d'agir, 2010, 320 p. (ISBN 978-2-912107-53-4, présentation en ligne)
- Yvette Delsaut, Carnet de socioanalyse. Écrire les pratiques ordinaires, Paris, Raisons d'agir, 2020, 224 p. (ISBN 9791097084035, présentation en ligne)
- Yvette Delsaut et Marie-Christine Rivière, Pierre Bourdieu, une bibliographie, Paris, Raisons d'agir, 2022, 376 p. (ISBN 9791097084165, lire en ligne)

### Traductions
- Ralph Linton (trad. Yvette Delsaut), De l’homme, Paris, Éditions de minuit, 1968, 536 p. (ISBN 9782707303011, présentation en ligne)
- Michael Baxandall (trad. Yvette Delsaut), L'œil du Quattrocento. L'usage de la peinture dans l'Italie de la Renaissance [« Painting and Experience in fifteenth Century Italy »], Paris, Gallimard, 1985 (ISBN 9782072878145, présentation en ligne)